# Курт, Казым
Казым Курт (тур. Kazım Kurt; род. 7 октября 1957, Еникент, Эскишехир) — турецкий политик. Депутат парламента Турции (2011—2015).

## Биография
Родился 7 октября 1957 года в селе Еникент близ Сейитгази. Населённый пункт ранее назывался Еникой (Yeniköy) в честь Джанкоя в Крыму. Отец — Зия, а мать — Фатьма. Курт — крымский татарин по происхождению, его предки проживали рядом с Джанкоем в Крыму. Начальную школу окончил в родном селе, а затем учился в средних школах Стамбула и Эскишехира. Окончил юридический факультет Анкарский университет (1980).
В 1980 году стал одним из основателей спортивного клуба «Сейитгазиспор», где некоторое время являлся вторым президентом. Участвовал в деятельности Фонда развития Эскишехира, Фонда Сейит Баттал Гази и Фонда развития Крыма.
В 2008 году стал депутатом муниципалитета Эскишехира, пройдя по списку Демократической левой партии. С 2011 года — депутат турецкого парламента от Республиканской народной партии. Являлся одним из четырёх крымских татар в законодательном органе Турции.
В 2014 году избран мэром районного муниципалитета Одунпазара с населением более 350 тысяч человек. На выборах 2019 года был переизбран на пост мэра Одунпазара, баллотируясь от Республиканской народной партии.

## Личная жизнь
Женат, воспитывает двоих детей.